# Wattsia
Wattsia is een monotypisch geslacht van straalvinnige vissen uit de familie van straatvegers (Lethrinidae). Het geslacht is voor het eerst wetenschappelijk beschreven in 1974 door Chan & Chilvers.

## Soort
- Wattsia mossambica (J. L. B. Smith, 1957)